# Beograd (contratorpedeiro)
Beograd era o navio líder da sua classe de contratorpedeiros, construído para a Marinha Real Jugoslava (КМ) durante o final dos anos 1930. Foi projetado para ser implantado como parte de uma divisão naval comandada pelo líder da flotilha Dubrovnik. Entrou em serviço em abril de 1939, estava armado com uma bateria principal de quatro armas de 120 milímetros em montagens individuais e tinha uma velocidade máxima de 35 nós.
Quando a Jugoslávia entrou na Segunda Guerra Mundial, devido à invasão do Eixo liderada pelos alemães em abril de 1941, o navio ficou danificado por quase ter sido atingido durante um ataque aéreo e foi capturado pelos italianos. Após reparações, serviu extensivamente na Marinha Real Italiana de agosto de 1941 a setembro de 1943, completando mais de 100 missões de escolta de comboios no Mediterrâneo sob o nome de Sebenico, principalmente em rotas entre a Itália e o Egeu e o Norte da África. Após o armistício italiano em setembro de 1943, foi capturado pela Marinha Alemã e redesignado TA43. Eles melhoraram o seu armamento antiaéreo e serviu com a 9.ª Flotilha de navios torpedeiros em tarefas de escolta e lançamento de minas no norte do Adriático. O TA43 foi afundado, talvez de propósito, em Trieste a 30 de abril ou a 1 de maio de 1945. Removido do fundo do mar em junho de 1946, provavelmente para impedir que configurasse um perigo à navegação, foi afundado novamente em julho de 1946 ou em 1947.

## Antecedentes
No início dos anos 1930, a Marinha Real Jugoslava (KM) buscou o conceito de líder de flotilha, que envolvia a construção de grandes contratorpedeiros semelhantes aos contratorpedeiros da Marinha Real da classe V e W da Primeira Guerra Mundial, e baseou-se na experiência da Marinha Francesa durante a Campanha do Adriático. Na Marinha Francesa entre guerras, esses navios foram planeados para operar com contratorpedeiros menores, ou como meias flotilhas de três navios. A Marinha Real Jugoslava decidiu construir três desses líderes de flotilha, navios que poderiam atingir altas velocidades e teriam longa resistência. A exigência de resistência refletia os planos jugoslavos de posicionar os navios no Mediterrâneo central, onde eles seriam capazes de operar ao lado dos navios de guerra franceses e britânicos. Isso resultou na construção do contratorpedeiro Dubrovnik em 1930–1931. Logo após ter sido encomendado, o início da Grande Depressão significou que apenas um navio da planeada meia flotilha foi construído.
Apesar do facto de que outros dois grandes contratorpedeiros planeados não seriam construídos, a ideia de que o Dubrovnik pudesse operar com vários contratorpedeiros menores persistiu. Em 1934, impulsionado por um crédito especial de 500 milhões de dinares para um programa de ampliação e modernização, a KM decidiu adquirir três desses contratorpedeiros para operar numa divisão naval liderada pelo Dubrovnik.

## Descrição e construção
A classe Beograd foi desenvolvida a partir de um projeto francês, e o primeiro navio da classe, o Beograd, foi construído pela Ateliers et Chantiers de la Loire em Nantes, França. O navio tinha um comprimento total de 98 metros, uma boca de 9,45 metros, e um calado normal de 3,18 metros. O seu deslocamento foi de 1 210 toneladas, aumentando para 1655 toneladas em plena carga. A tripulação consistia em 145 oficiais e praças. O navio era movido por três turbinas a vapor Curtis acionando duas hélices, usando o vapor gerado por três caldeiras tubulares Yarrow. Com as suas turbinas a serem avaliadas entre 40 000–44 000 cavalos (entre 30 000–33 000 kW), o navio foi projetado para atingir uma velocidade máxima de 70–72 quilómetros por hora, embora ele só tenha conseguido atingir uma velocidade máxima prática de 65 quilómetros por hora em serviço. Carregava 120 toneladas de óleo combustível, o que lhe dava um alcance de 1900 quilómetros.
O seu armamento principal consistia em quatro canhões de superdisparo Škoda L/46 de 120 milímetros em montagens únicas, dois à frente da superestrutura e dois à ré, protegidos por escudos de canhão. O seu armamento secundário consistia em quatro canhões antiaéreos Škoda de 40 milímetros em duas montagens gémeas, localizadas em ambos os lados do convés do abrigo da popa. O navio também foi equipado com duas montagens triplas de tubos de torpedos de 550 milímetros e duas metralhadoras. O seu sistema de controlo de fogo foi fornecido pela empresa holandesa de Hazemayer. Como construído, ele também poderia transportar 30 minas navais. O navio viu o batimento da quilha em 1936, foi lançado a 23 de dezembro de 1937, e foi comissionado na KM a 28 de abril de 1939.

## Histórico de serviço

### Jugoslávia
Menos de um mês depois de ser comissionado, o Beograd foi enviado ao Reino Unido com grande parte da reserva de ouro da Jugoslávia, 7 344 lingotes, para ser depositada no Banco da Inglaterra para custódia. Na época em que a Jugoslávia entrou na Segunda Guerra Mundial como resultado da invasão do Eixo em abril de 1941, o Beograd e os seus navios irmãos foram alocados para a 1.ª Divisão de Torpedos na Baía de Kotor. Para evitar que uma cabeça de ponte fosse estabelecida em Zara, um enclave italiano na costa da Dalmácia, o Beograd, quatro torpedeiros da classe 250t e seis torpedeiros a motor foram despachados para o porto de Šibenik, a 80 quilómetros ao sul de Zara, em preparação para um ataque. O ataque seria coordenado com a 12.ª Divisão de Infantaria Jadranska e dois regimentos combinados do Exército Real Jugoslavo atacando da área de Benkovac, apoiados pelo 81.º Grupo de Bombardeiros da Força Aérea Real Jugoslava. Os jugoslavos lançaram o seu ataque no dia 9 de abril, mas a ponta naval do ataque debilitou-se quando o motor de estibordo do Beograd ficou inoperacional após uma série de ataques, de aeronaves italianas ao largo de Šibenik, que quase atingiram o navio. O contratorpedeiro então navegou lentamente até à Baía de Kotor para reparos, escoltado pelo restante da força. Lá, foi capturado pelas forças italianas a 17 de abril.

### Itália
No serviço italiano, o Beograd foi reformado e reparado. Um novo diretor foi montado na sua ponte e Canhões L/65 Breda Modelo 35 de 20 milímetros foram adicionados ao seu armamento. O navio foi comissionado na Marinha Real Italiana (em italiano:  Regia Marina) sob o nome de Sebenico em agosto de 1941, e serviu como escolta de comboio marítimos nas rotas entre a Itália e o Egeu e o Norte de África, completando mais de 100 missões num período de dois anos. Em 18 de outubro de 1941, ao largo da ilha italiana de Lampedusa, o submarino britânico HMS Ursula afundou um navio escoltado por uma força que incluía o Sebenico. Em 29 de março de 1942, o Sebenico e três torpedeiros escoltavam um comboio ao largo de Brindisi quando o submarino britânico HMS Proteus afundou um dos cargueiros escoltados. O navio manteve o seu holofote no meio do navio e o seu diretor de ré até pelo menos meados de 1942. De acordo com o historiador naval M. J. Whitley, é provável que os seus tubos de torpedos traseiros tenham sido removidos no final do seu serviço pelos italianos para abrir espaço para armamento antiaéreo adicional, mas os detalhes de quais armas podem ter sido instaladas não são conhecidos.

### Alemanha
Quando os italianos se renderam em setembro de 1943, a Marinha Alemã (em alemão:  Kriegsmarine) apreendeu o Sebenico no porto de Veneza a 9 de setembro e renomeou o navio como TA43 (em alemão:  Torpedoboot Ausland 43). O termo Ausland e o prefixo TA foram usados para denotar que o navio era uma embarcação capturada colocada em serviço alemão. No momento da sua captura, ele foi danificado ou inutilizada pela sua tripulação. Durante o serviço alemão, o seu armamento antiaéreo foi melhorado, usando o espaço fornecido pela remoção de um dos triplos suportes de torpedo. O navio foi equipado com sete armas de 37 milímetros numa montagem dupla e cinco montagens simples, bem como duas montagens simples de armas de 20 milímetros. Em fevereiro de 1945, foi alocado para a 9.ª Flotilha de Barcos Torpedeiros, que era composta inteiramente por contratorpedeiros e barcos torpedeiros capturados. Ele foi usado para missões de escolta e em operações de lançamento de minas no norte do Adriático. Até 1 de abril de 1945, o TA43 ainda estava em comissão e disponível para lutar, embora tenha visto pouca ação.
As fontes da história naval divergem sobre o seu destino final. De acordo com Roger Chesneau, o navio foi afundado no porto de Trieste pelo fogo de artilharia do Exército Popular Jugoslavo a 30 de abril de 1945, e foi recuperado do fundo do mar em junho de 1946, provavelmente para remover a embarcação como um perigo à navegação, e foi finalmente afundado um mês depois. David Brown regista que o navio foi afundado em Trieste no dia 1 de maio de 1945. Maurizio Brescia afirma que ele foi afundado pelos alemães em Trieste a 1 de maio de 1945 e foi destruído em 1947.